# Filip Forsberg
Filip Forsberg (Östervåla, Suecia, 13 de agosto de 1994), apodado Fil, Scoresberg o Prince, es un jugador profesional sueco de hockey sobre hielo que se desempeña en la posición de extremo izquierdo en Nashville Predators, equipo de la National Hockey League (NHL).

## Carrera
Fue seleccionado en la primera ronda en la NHL Entry Draft de 2012. Hizo su debut profesional con el equipo Nashville Predators, donde lleva jugando doce temporadas.